# Canzoni per la vita

Canzoni per la vita este al doilea album cover publicat de Al Bano în duet cu Massimo Ferrarese, lansat în tiraj limitat în 2013.

## Track list
1. Io canto  (Riccardo Cocciante, Marco Luberti)
2. L'anno che verrà  (Lucio Dalla)
3. Cambiare  (Alex Baroni, Massimo Calabrese, Marco Rinalduzzi, Marco D'Angelo)
4. Amanda è libera  (Fabrizio Berlincioni, Albano Carrisi, Alterisio Paoletti)
5. Una città per cantare  (Lucio Dalla, Danny O' Keefe)
6. Pensando a te  (Albano Carrisi, Vito Pallavicini)
7. Oggi sono io  (Alex Britti)
8. Perdere l'amore  (Giampiero Artegiani, Marcello Marrocchi)
9. Meraviglioso  (Domenico Modugno, Riccardo Pazzaglia)
10. Tu per sempre  (Alterisio Paoletti, Fabrizio Berlincioni, Albano Carrisi)
11. Tutto il resto è noia  (Franco Califano, Francesco Del Giudice)
12. Minuetto  (Franco Califano, Dario Baldan Bembo)
13. Dai il meglio di te  (text: Maica Tereza, muzica: Albano Carrisi)